# Palpomyia leucopogon
Palpomyia leucopogon är en tvåvingeart som beskrevs av Jean-Jacques Kieffer 1911. Palpomyia leucopogon ingår i släktet Palpomyia och familjen svidknott. Inga underarter finns listade i Catalogue of Life.